# Under Siege (2023)
Under Siege (2023) – gala wrestlingu organizowana przez amerykańską federację Impact Wrestling, która była transmitowana za pomocą platform Impact Plus i YouTube (dla subskrybentów IMPACT Ultimate Insiders). Odbyła się 26 maja 2023 w Western Fair District Agriplex w London w prowincji Ontario w Kanadzie. Była to trzecia gala z cyklu Under Siege, a zarazem trzecia gala Impact Plus Monthly Specials w 2023 roku.
Na gali odbyło się jedenaście walk, w tym dwie w pre-show i jedna nagrana jako digital exclusive. W walce wieczoru, Steve Maclin pokonał PCO w No Disqualification matchu broniąc Impact World Championship. W innych znaczących walkach, Deonna Purrazzo pokonała Jordynne Grace broniąc Impact Knockouts World Championship oraz Alex Shelley wygrał Six-way match zostając pretendentem numer jeden do tytułu mistrza świata. Podczas gali powrócili także Bully Ray, Jake Crist i Mark Andrews.

## Tło
Under Siege jest cykliczną galą wrestlingu organizowaną przez federację Impact Wrestling w ramach comiesięcznych gal Impact Plus Monthly Specials. Odbywa się ona corocznie w maju od 2021 roku. 8 marca 2023 roku organizacja zapowiedziała, że trzecia edycja gali będzie miała miejsce w kanadyjskim mieście London w Western Fair District Agriplex.

## Rwalizacje
Under Siege oferowało walki wrestlingu z udziałem różnych zawodników na podstawie przygotowanych wcześniej scenariuszy i rywalizacji, które są realizowane podczas cotygodniowych odcinków programu Impact!. Wrestlerzy odgrywają role pozytywnych (face) lub negatywnych bohaterów (heel), którzy rywalizują pomiędzy sobą w seriach walk mających budować napięcie.

### Pojedynek o Impact World Championship
Doznawszy kontuzji tricepsu, Josh Alexander zrzekł się tytułu mistrza świata. Na gali Rebellion (16 kwietnia) zwakowany tytuł zdobył Steve Maclin, pokonując japońskiego zawodnika z federacji New Japan Pro-Wrestling, Kushidę. Po pojedynku Maclin zmusił prezesa federacji, Scotta D’Amore’a, aby wręczył mu pas mistrzowski, po czym zaatakował nim włodarza, gdy ten odwrócił się do niego plecami. Napaść powstrzymał powracający do federacji Nick Aldis, który zasiadł przy stoliku komentatorskim podczas walki mistrzowskiej. W odcinku Impact! z 20 kwietnia, Maclin zorganizował ceremonię „zmiany warty”, aby uczcić zdobycie tytułu. Stwierdził jednak, że chociaż jest teraz mistrzem, jego „misja” w Impact Wrestling nie została jeszcze zakończona; chciał zdobyć tytuł, pokonując swojego poprzednika Josha Alexandra na jego rodzinnej ziemi. Nie mogąc tego dokonać, ogłosił otwarte wyzwanie o tytuł, o ile pretendentem będzie Kanadyjczyk. D’Amore przerwał ceremonię, oskarżając Maclina, że rzucił to wyzwanie, dzięki czemu mógł uniknąć spotkania z Aldisem. Następnie ogłosił, że pretendentem Maclina na Under Siege zostanie PCO. 11 maja na odcinu Impact!, po tym, jak Maclin miał swoją pierwszą udaną obronę tytułu przeciwko Rhino, Maclin nadal atakował Rhino, celując w kontuzjowane lewe kolano. Gdy Rhino został ewakuowany medycznie, D’Amore poinformował Maclina, że jego pojedynek z PCO będzie pojedynkiem bez dyskwalifikacji.

### Pojedynek o Impact Knockouts World Championship
Na gali Rebellion Deonna Purrazzo pokonała Jordynne Grace, zdobywając tytuł mistrzowski kobiet Impact Wrestling. 28 kwietnia federacja zapowiedziała spotkanie rewanżowe pomiędzy zawodniczkami. Porażka pretendentki w tym spotkaniu oznaczała będzie, że nie będzie mogła ubiegać się o walkę o Impact Knockouts World Championship, dopóki mistrzynią będzie Deonna Purrazzo. W dotychczasowej rywalizacji obu wrestlerek Purrazzo zwyciężyła rywalkę trzykrotnie na galach Slammiversary 2020, Emergence 2020 oraz wspomnianej wyżej kwietniowej gali.

### Pojedynek o Impact X Division Championship
W odcinku Impact! z 20 kwietnia, Chris Sabin przypiął mistrza X Division, Treya Miguela, podczas sześcioosobowego pojedynku tag teamowego. 1 maja Impact Wrestling przekazał informację, że obaj zawodnicy zmierzą się o mistrzostwo X Division na Under Siege.

### Six-way match
4 maja Impact ogłosił Six-way match, który wyłoni pretendenta numer jeden do tytułu mistrza świata, w którym udział wezmą Alex Shelley, Eddie Edwards, Frankie Kazarian, Jonathan Gresham, Moose i Yuya Uemura.

### The Design vs. Sami Callihan
Podczas four-on-three Handicap matchu pomiędzy The Design (Deaner, Angels, Kon i Callihan) a Santino Marellą, Joem Hendrym i Dirtym Dango na Rebellion, Callihan zdradził swój zespół, uderzając Deanera kijem baseballowym. Incydent spowodował porażkę jego drużyny. W odcinku Impact! z 4 maja, Sami Callihan pokonał Kona w wyniku dyskwalifikacji, stając się celem ataku ze strony kilku popleczników The Design, ubranych w żółte bluzy z kapturem. 5 maja ogłoszono, że Callihan będzie musiał wybrać dwóch partnerów, aby zmierzyć się z Deanerem, Angelsem i Konem na Under Siege w Six-man tag team matchu. 15 maja, Impact ogłosił Richa Swanna jako pierwszego z dwóch partnerów Callihana.

### Otwarty kontrakt Trinity
4 maja na odcinku Impact!, Trinity zadebiutowała w Impact Wrestling. Trinity zadeklarowała zamiar zostania mistrzynią świata Knockouts, co doprowadziło do konformacji pomiędzy Deonną Purrazzo, Jordyne Grace i Trinity. 8 maja Impact ogłosił, że Trinity ma otwarty kontrakt na pojedynek z nią na Under Siege. 18 maja w odcinku Impact!, Trinity spotkała się z Gisele Shaw, która krytykowała swojego stylistę Jai Vidala za zrobienie sobie selfie z Trinity w poprzednim tygodniu. Trinity wyzwała później Shaw na pojedynek na Under Siege, który został oficjalnie ogłoszony.

### Nick Aldis vs. Kenny King
Na Rebellion, Nick Aldis powrócił do Impact Wrestling i natychmiast zgłosił swoje roszczenia do Impact World Championship. Kilka tygodni później, na odcinku Impact! z 4 maja, kiedy Aldis udzielał wywiadu za kulisami, był wyśmiewany przez Kenny’ego Kinga, którego Aldis porównał do czegoś w rodzaju strażnika nowych sygnatariuszy w Impact. 11 maja na odcinku Impact!, Aldis stoczył swoją pierwszą walkę w Impact Wrestling od 19 czerwca 2022 roku na Slammiversary, gdzie pokonał Sheldona Jeana, gdy King był komentatorem. W dalszej części odcinka potwierdzono, że Aldis zmierzy się z Kingiem na Under Siege.

### Pojedynek o Impact World Tag Team Championship
12 maja Impact ogłosił, że mistrzowie Impact World Tag Team ABC (Ace Austin i Chris Bey) będą bronić swoich tytułów przeciwko Subculture (Mark Andrews i Flash Morgan Webster), którym towarzyszyć będzie Dani Luna.

### Pojedynek o Impact Digital Media Championship
6 kwietnia w odcinku Impact!, Director of Authority Santino Marella został w tajemniczy sposób zaatakowany za kulisami. Chociaż Sami Callihan był pierwotnie uważany za winowajcę w ramach jego inicjacji w The Design, Marella został ponownie znaleziony za kulisami 27 kwietnia, długo po tym, jak Callihan zdradził The Design. Przez kilka następnych tygodni, samozwańczy zastępca dyrektora of Authority Dirty Dango i mistrz Impact Digital Media Joe Hendry badali sprawę, a jedynym dowodem, jaki mieli, był kępek włosów. Na odcinku Impact! z 18 maja, Dango wkrótce oskarżył Hendry’ego o zaatakowanie Marelli, tylko po to, by bójka pomiędzy nimi wyjawniły włosy na klatce piersiowej Dango - czyniąc go prawdziwym napastnikiem. Dango wkrótce przedstawił Hendry’ego, ogłaszając „sprawę zamkniętą”. Następnego dnia Impact ogłosił, że Dango zmierzy się z Hendrym o mistrzostwo mediów cyfrowych podczas pre-show Countdown to Under Siege.

## Wyniki walk
| Nr | Wyniki | Stypulacje | Czas  |
| --- | --- | --- | ----- |
| 1D | Tyler Tirva pokonał Jasona Hotcha (z Brianem Myersem i Johnem Skylerem) poprzez pinfall                                   | Singles match | 5:13  |
| 2P | The Death Dollz (Courtney Rush i Jessicka) pokonały The Coven (Taylor Wilde i KiLynn King) poprzez submission             | Tag team match | 7:28  |
| 3P | Joe Hendry (c) pokonał Dirty Dango przez dyskwalifikację                                                                  | Singles match o Impact Digital Media Championship                                                                                       | 5:43  |
| 4 | Nick Aldis pokonał Kenny’ego Kinga (z Sheldonem Jeanem) poprzez submission                                                | Singles match | 8:58  |
| 5 | Rich Swann, Sami Callihan i Jake Crist pokonali The Design (Deanera, Kona i Angelsa) poprzez pinfall                      | Six-man tag team match | 10:13 |
| 6 | Trinity pokonała Gisele Shaw (z Jai Vidalem i Savannah Evans) poprzez submission                                          | Singles match | 10:28 |
| 7 | ABC (Ace Austin i Chris Bey) pokonali Subculture (Marka Andrewsa i Flasha Morgana Webstera) (z Dani Luną) poprzez pinfall | Tag team match o Impact World Tag Team Championship                                                                                     | 13:15 |
| 8 | Trey Miguel (c) pokonał Chrisa Sabina poprzez pinfall                                                                     | Singles match o Impact X Division Championship                                                                                          | 18:34 |
| 9 | Alex Shelley pokonał Eddiego Edwardsa, Frankiego Kazariana, Jonathana Greshama, Moose’a i Yuye Uemurę poprzez pinfall     | Six-way match o miano pretendenta do Impact World Championship                                                                          | 11:47 |
| 10 | Deonna Purrazzo (c) pokonała Jordynne Grace poprzez pinfall                                                               | Last Chance match o Impact Knockouts World Championship Jeśli Grace przegra, nie może walczyć o tytuł, dopóki Purrazzo jest mistrzynią. | 13:23 |
| 11 | Steve Maclin (c) pokonał PCO poprzez pinfall                                                                              | No Disqualification match o Impact World Championship                                                                                   | 15:44 |
| (c) – mistrz/mistrzyni przed walkąD – walka była dark matchem (nietransmitowana w TV)P – walka miała miejsce w pre-show | | |       |